# Акмарал Алназарова
Акмарал Шарипбаевна Алназарова (на казахски: Ақмарал Шәріпбайқызы Әлназарова) е казахстански политик, лекар-хигиенист и педиатър от най-висока категория, доктор на медицинските науки от 2010 г. От 6 февруари 2024 г. е министър на здравеопазването на Казахстан.

## Биография
Родена е на 16 февруари 1971 г. в град Къзълорда, Казахска ССР, СССР. През 1994 г. завършва Алматинския държавен университет по медицина със специалност „Педиатрия“, а през 2006 г. е Къзълординския държавен университет „Коркут Ата“ със специалност „Икономика“.
През 1994 г. започва работа като лекар в спешното отделение на градската детска болница в Къзълорда. От 1997 до 1999 г. е младши научен сътрудник на клона в Къзълорда на Научния център по педиатрия и детска хирургия.
От 1999 до 2001 г. е началник отдел, зам.-началник на областното управление по здравеопазване. От 2001 до 2003 г. е главен лекар в Къзълординската областна детска болница. От 2003 до 2004 г. е началник на отдела по здравеопазване на Къзълординска област. От 2005 до 2007 г. е началник на областното управление на Комитета за контрол в сферата на осигуряване на медицински услуги на Министерството на здравеопазването на Република Казахстан. От 2007 до 2013 г. е директор на Къзълординския медицински колеж.
От 2013 до 2015 г. заема длъжността аким на Къзълординска област. От 2015 до 2019 г. е началник на отдела по здравеопазване на Къзълординска област.
От април 2019 до юни 2020 г. е първи заместник-председател на областния клон на партия „Аманат“ в Къзълорда. Тя е заместник на Къзълординския областен маслихат по време на IV и V свикване, като ръководи комисията по въпросите на социалната сфера и културата.
На 13 август 2020 г. е избрана за депутат в Сената на Казахстан от Къзълординска област.
На 6 февруари 2024 г. е назначена за министър на здравеопазването на Република Казахстан.

## Награди и отличия
- Медал „10 години Астана“ (от 2008 г.)
- Награден знак на Министерството на здравеопазването на Република Казахстан „Отлични постижения в здравеопазването“ (от 2008 г.)
- С указ на президента на Република Казахстан от 4 декември 2009 г. е наградена с медал „Шапагат“ (Милосърдие) – за заслуги в областта на здравеопазването и дългогодишна съвестна работа.
- Орден „Курмет“ (от 5 декември 2016 г.)
- Медал „30 години независимост на Република Казахстан“ (от 2021 г.)
- Награден знак на Министерството на здравеопазването на Република Казахстан „За принос в развитието на здравеопазването на Република Казахстан“
- Орден „Парасат“ (от 22 март 2023 г.)[7]